# Sherlock Holmes (2010)
Sherlock Holmes is een Amerikaanse film uit 2010  van The Asylum met Ben Syder.

## Verhaal
Sherlock Holmes en John Watson gaan op jacht naar een criminele wetenschapper, die in staat blijkt te zijn om de meest verschrikkelijke monsters te creëren en te controleren.

## Rolverdeling
| Acteur             | Personage           |
| ------------------ | ------------------- |
| Ben Syder          | Sherlock Holmes     |
| Gareth David-Lloyd | Dr. John Watson     |
| Dominic Keating    | Thorpe Holmes       |
| William Huw        | Inspecteur Lestrade |
| Elizabeth Arends   | Anesidora Ivory     |